# Retaule Major de la catedral d'Astorga
El Retaule Major de la catedral d'Astorga ocupa el fons del presbiteri d'aquesta catedral. Les obres d'execució van durar des de 1558 -any en què es va signar el contracte- a 1584. Està tot ell construït en fusta policromada seguint les traces arquitectòniques de l'escultor Gaspar Becerra. Les escultures es deuen a aquest mateix artista i als seus col·laboradors, escultors molt estimats que treballaven al taller de Becerra a qui consideraven el seu mestre i de qui aprenien a executar les noves tendències manieristes-romanistes. La policromia final és obra de Gaspar de Hoyos i Gaspar de Palencia. Amb aquesta obra, Becerra va tenir l'oportunitat de mostrar les novetats artístiques apreses i assimilades a Itàlia on havia treballat al costat dels escultors de gran talla Giorgio Vasari i Volterra.
L'organització del retaule va ser una gran novetat introduïda per aquest equip d'artistes. L'armadura presentar columnes i frontons classicistes, plantejant-se un nou sistema arquitectònic que va servir d'exemple als retaules de la segona meitat del segle XVI; l'ús dels ignudi i del fust de les columnes decorats amb temes florals van ser una innovació que va cridar molt l'atenció i que posteriorment va ser sovint copiat.
El retaule està dividit en tres cossos o pisos i cinc carrers, més quatre entrecarrers. Al carrer central estan disposats els grups en ple volum de l'Assumpció i de la Coronació de la Mare de Déu. Tota la iconografia està dedicada a la vida de Crist i de la Mare de Déu, seguint un programa narratiu facilitat pel capítol de la catedral i tenint sempre en compte els mandats del Concili de Trento referent a això. És un veritable ensenyament dels passatges marians. El Calvari de l'àtic és de grans proporcions. Al centre de la predel·la o banc està col·locat el sagrari, de bona mida segons s'acostuma a fer a partir de les recomanacions de la Contrareforma. A banda i banda es troben els relleus de les Virtuts.
Aquest retaule d'Astorga va tenir una gran acceptació i una notable difusió, influint en gran manera en les obres futures, especialment en terres de Burgos, la Rioja i Navarra on els seguidors i deixebles de Becerra van ser fidels a les novetats artístiques aplicades en aquesta catedral.

## Context historicoartístic
L'últim terç del segle xvi es caracteritza per la influència del manierisme romà classicista i monumental enfront de les tendències anteriors del manierisme florentí de tradició expressionista. Alguns artistes del moment, pintors i escultors, havien viatjat a Itàlia per formar-se i per descobrir i aprendre les noves tècniques i les noves modes. Molts van fer còpies i esbossos -anomenats estampes- de les obres dels grans mestres -Miquel Àngel, Volterra, Vasari-, com Gaspar Becerra, la valuosa col·lecció li va servir de guia en gairebé totes les seves obres, que a la seva mort va passar al seu deixeble Esteban Jordán. Es té també coneixement de dos llibres d'estampes que va deixar a la seva mort l'escultor Pedro López de Gámiz.
A Espanya regnava Felip II, gran impulsor i entusiasta del renaixement classicista. L'Església Catòlica va imposar amb la Contrareforma un seguit de dogmes i mandats que es van anar reflectint en l'art religiós del renaixement fins a culminar en el barroc. Els bisbes i comitents de les catedrals van dictar com a conseqüència les normes sobre els temes a seguir pels artistes del moment. El retaule va ser un dels recursos més apreciats, com a expositor dels ensenyaments en el qual es ressaltaria sobretot el sagrari i els passatges de la vida de la Mare de Déu, dos temes molt discutits en el Concili de Trento.
El capítol de la catedral d'Astorga va prendre la decisió d'encarregar un retaule major, d'acord amb la importància de la diòcesi. Per dur a terme aquesta decisió van convocar un concurs al qual es van presentar dos tallers de prestigi: El taller de Juan Picardo -col·laborador de Juan de Juni en el retaule de la catedral del Burgo d'Osma- i Pedro de Andrés, residents tots dos a Medina del Campo i el taller dels escultors de Palència Manuel Álvarez, Lucas Ortiz i Juan Ortiz. Tots dos tallers feien treballs de qualitat a la manera tradicional que encara subsistia, dins del renaixement plateresc espanyol. Però al capítol hi havia una gran majoria de clergues que s'inclinava -fins i tot sense haver-lo vist- per les noves formes importades un cop més d'Itàlia, així que van desestimar aquestes ofertes i van contactar amb l'escultor Gaspar Becerra de qui tenien molt bona referència. Becerra va acceptar l'encàrrec i, segons costum, va presentar per endavant una escultura perquè el capítol catedralici jutgés si seguir el tractat o no. L'escultura presentada va ser el grup de l'Assumpció que es pot veure al retaule, en lloc preferent com a imatge titular del temple. Els models que va poder seguir Becerra per a la seva realització i per a les altres imatges de la Mare de Déu poden rastrejar-se en l'«Assumpció» de la capella Rovere de Daniele da Volterra a Trinità dei Monti, de Roma, 1548, en la figura de «Raquel» de la tomba de Juli II de Miquel Àngel, o a la «Pietat» de Sebastiano del Piombo -museu de Viterbo 1517-.

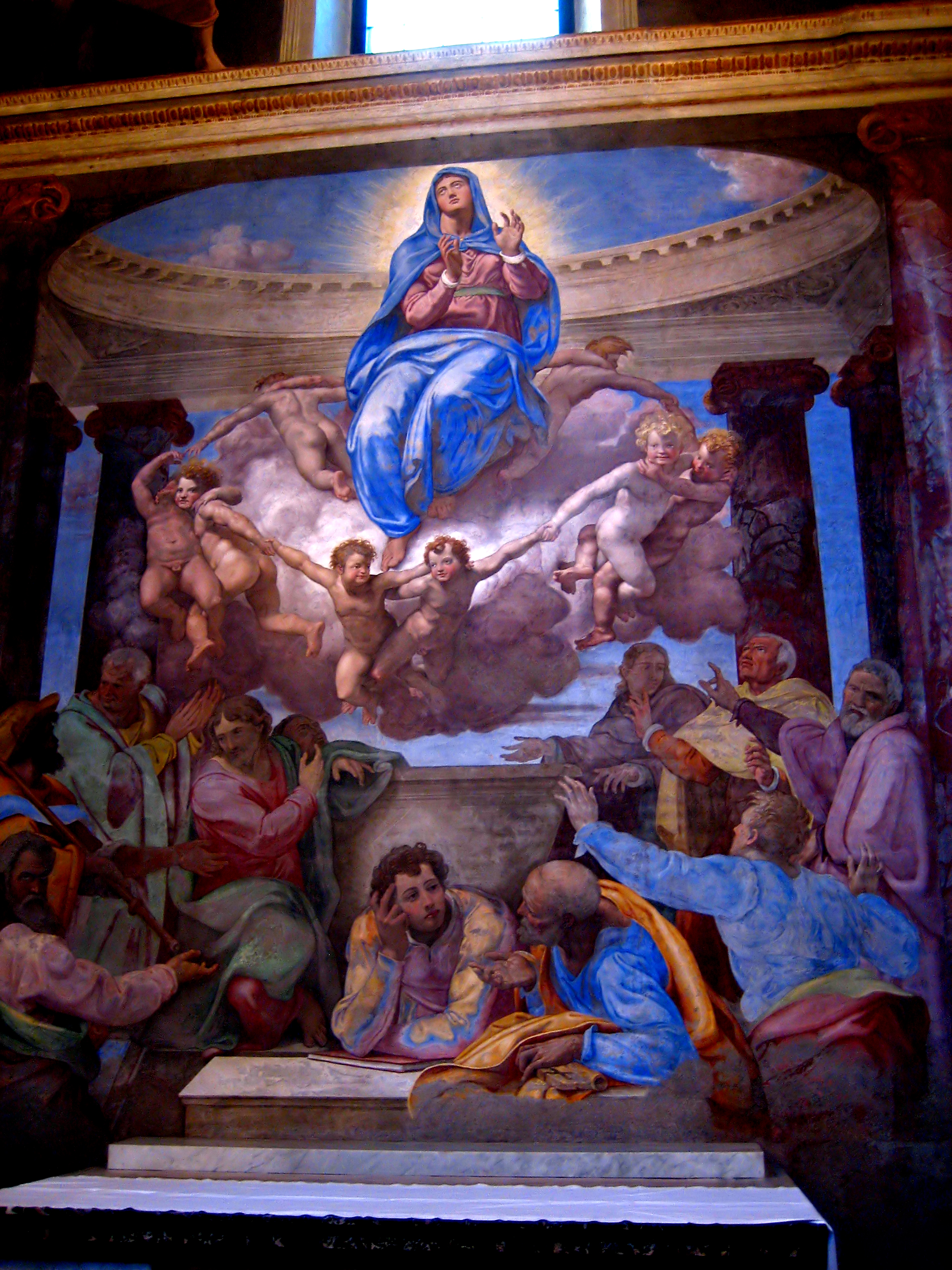
«Assumpció» de la capella Rovere de Daniele da Volterra
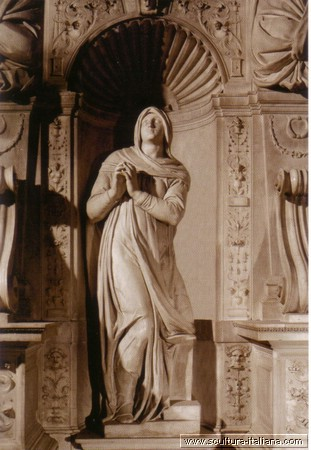
«Raquel» de la tomba de Juli II de Miquel Àngel
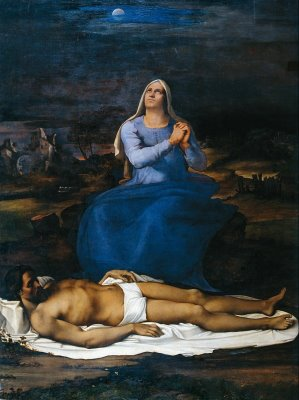
«Pietat» de Sebastiano del Piombo

Becerra era veí de Valladolid quan va signar el contracte amb el capítol d'Astorga. Per realitzar l'obra va formar un gran equip contractant una sèrie de col·laboradors. Els noms estan constatats en diversos documents -entre d'altres Esteban Jordán, Bartolomé Hernández i Pedro de Arbulo-, a més d'oficials i ajudants, molts dels quals li van seguir més tard a la Cort de Madrid a requeriment del rei Felip II. La majoria d'aquests col·laboradors, oficials i ajudants, a la mort del mestre van ser capaços d'independitzar-se i formar els seus propis tallers.

## Estructura i configuració del retaule d'Astorga
L'estructura i configuració del retaule d'Astorga va suposar una innovació que va commocionar el món artístic i religiós. Va ser un canvi efectiu de la traça i del repertori narratiu. Els elements decoratius dels anys anteriors ja no eren vàlids; es buscava una major claredat arquitectònica alhora que major monumentalitat. Les característiques principals eren: severitat de conjunt; absència d'arcs enfront de l'element adovellat; l'ús de frontons corbs i triangulars amb els ignudi recolzats; caixes planes per als alts relleus; recurs dels ordres clàssics; columnes estriades amb capitell corinti; nota 1 adorn de tríglifs, mètopes, cartel·les, atlants, escudets, fistons. Els grotescs de la moda anterior donen pas al ramejat -rams o branques vegetals-.
En el retaule de Becerra el llenguatge manierista es representa essencialment per les mènsules enormes, alternança de frontons, ignudi recolzats i sobrietat dels elements arquitectònics.

### Descripció del retaule
El retaule està dividit en tres cossos o pisos i cinc carrers, més quatre entrecarrers, recolzant-se tot en una predel·la. Al centre del banc o predel·la està situat el sagrari, que mereix una menció a part. A banda i banda del sagrari hi ha uns alts relleus horitzontals emmarcats en rectangles i separats per mènsules en què es dona suport al primer cos i sobre les que se situen les columnes de separació. Els alts relleus mostren dues virtuts, Fe i Caritat i dues al·legories, Religió i Vigilància. Aquestes figures, de belles anatomies, i els ignudi que les acompanyen, estan concebudes a l'estil de les Sibil·les de la volta de la Capella Sixtina i de les tombes medicees.
La part central del primer cos i els quatre alts relleus verticals que el componen estan limitats per dobles columnes d'ordre corinti el fust està molt llaurat amb motius vegetals i humans, concessió que va fer Becerra a petició del capítol, ja que alguns membres opinaven que no havia de trencar-se bruscament amb la tradició. Els quatre alts relleus estan rematats per frontons alternant corbes amb triangles i sobre ells es recolzen els ignudi citats. En els timpans dels frontons es veuen relleus de caps d'àngels amb ales. El primer cos està separat del segon per un fris esculpit i decorat també amb ignudi. Sobre aquest fris hi ha una petita cornisa i basament que suporten el segon cos.

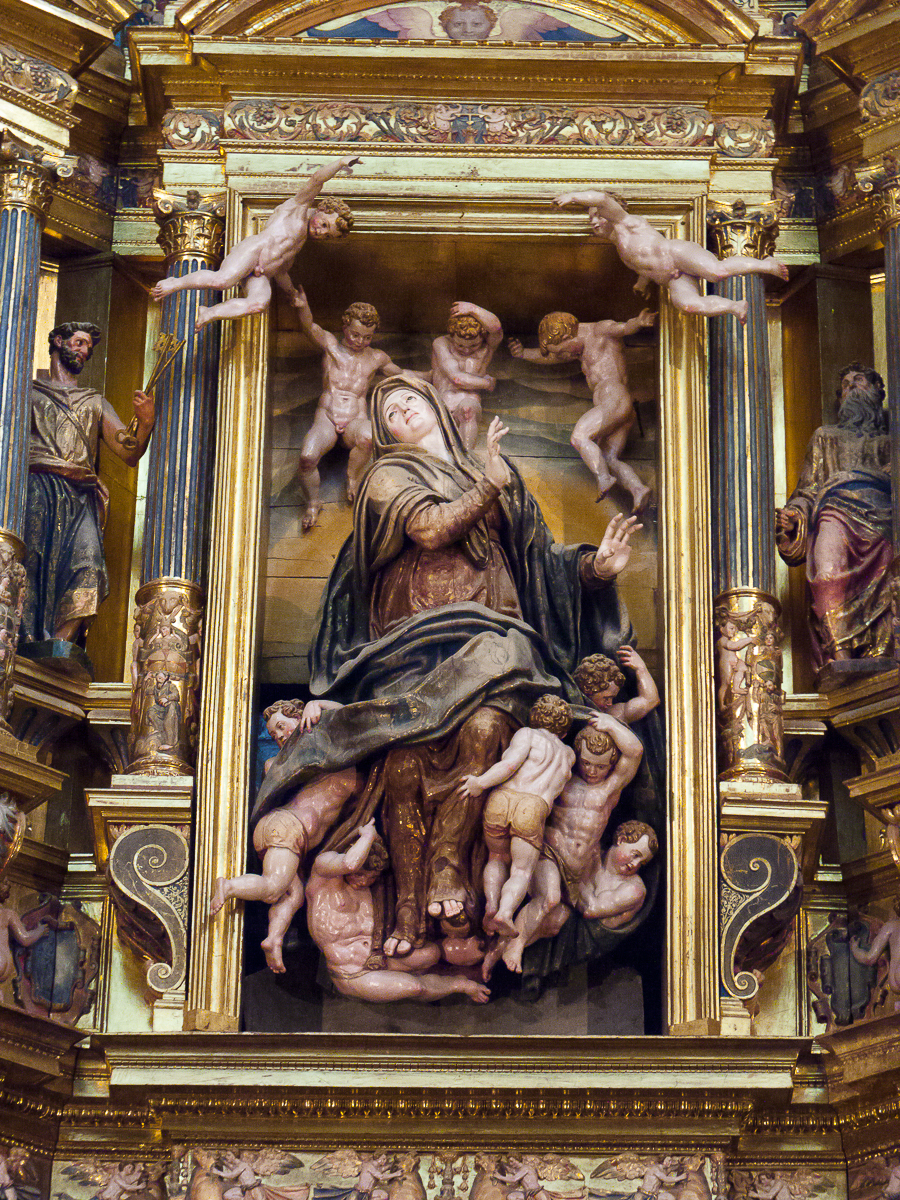
Grup escultòric de l'Assumpció.
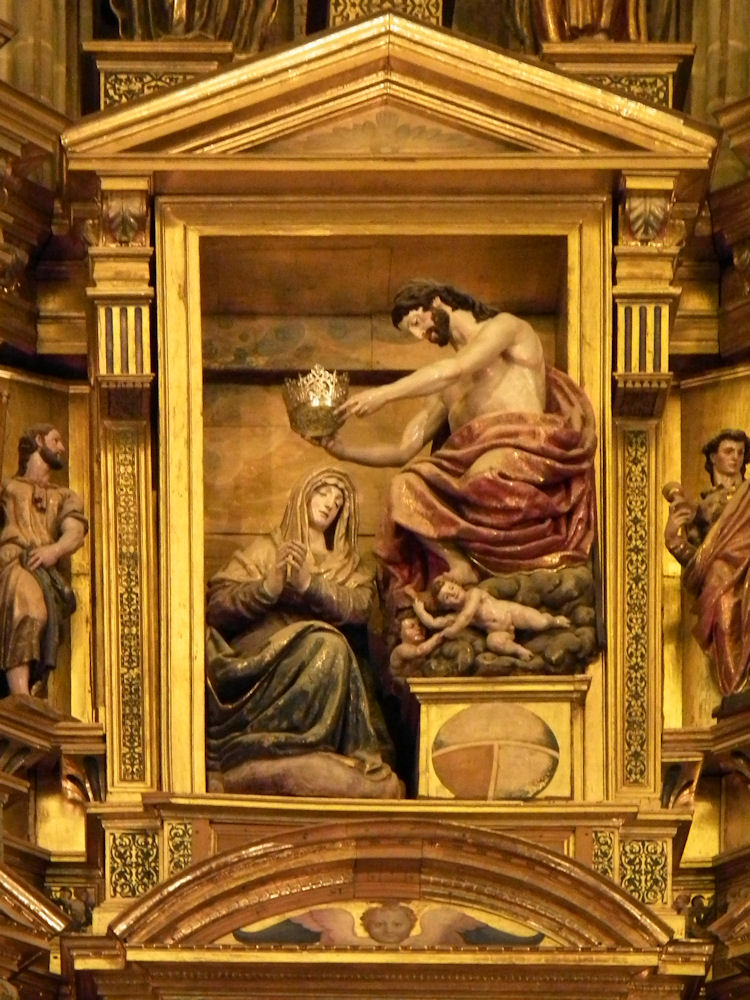
Grup escultòric de la Coronació.
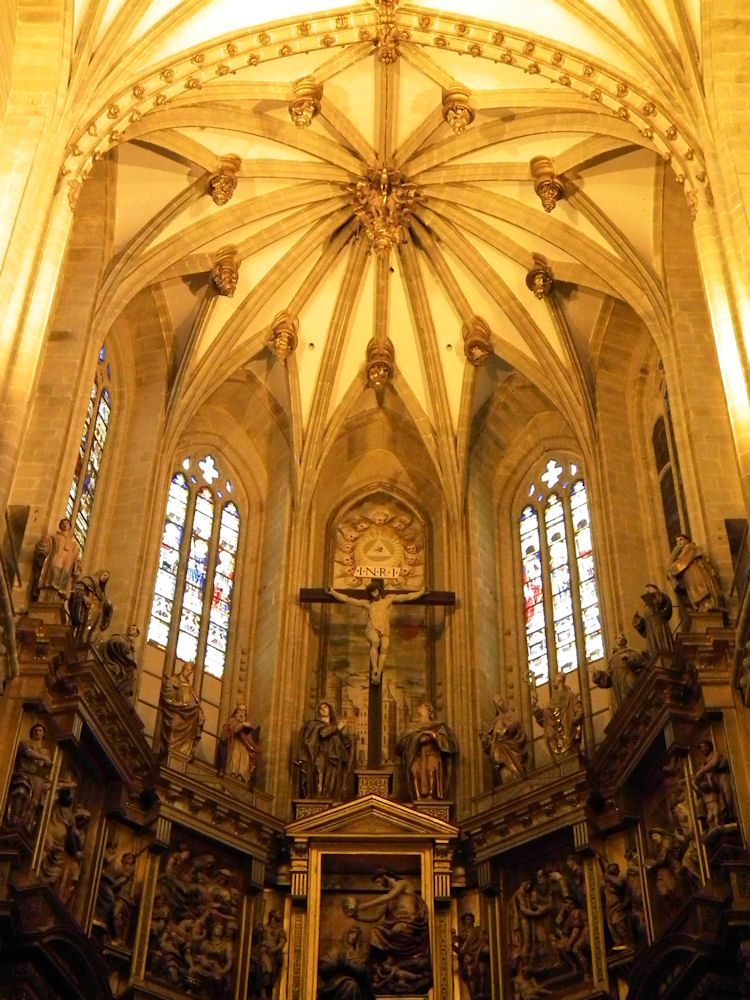
Àtic amb el Calvari.

El segon cos es desenvolupa a partir d'un espai ideat a manera de banc interromput al centre, lloc on està col·locat el grup escultòric de ple volum de l'Assumpció de la Mare de Déu. A cada carrer corresponent, el banc presenta escultures d'angelots tenants que sostenen cartel·les ovalades; aquestes escenes estan limitades per mènsules que, com en el primer banc, suporten les columnes de cada carrer. El grup de l'Assumpció està emmarcat i separat dels intercolumnis per columnes estriades, el terç baix torna a estar llaurat amb ignudi i decoració vegetal. Els capitells són corintis. Els quatre alts relleus situats a les quatre carrers estan emmarcats per columnes similars a les centrals i coronats de la mateixa manera que en el primer cos per frontons que alternen el triangle amb la corba. Aquests frontons serveixen de base al tercer cos.

És en aquest tercer cos on Becerra va expressar plenament el manierisme romà sense fer cap mena de concessió al passat pròxim. En les seves notes i apunts pot llegir-se aquesta reflexió:
| « | ...que no es faci talla per la part de dalt doncs causaria molt gran confusió. | » |

Les columnes del primer i segon cos desapareixen i donen pas a les motllures que serveixen d'enquadrament, rematades per tríglifs voladissos. Al carrer central està col·locat el segon grup especial, en embalum rodó, amb el tema de la Coronació de la Mare de Déu. El remata un frontó triangular. Sobre els requadres dels relleus de les altres carrers i a manera de separació amb l'àtic, l'espai està recorregut per uns permòdols o petites mènsules que suporten una cornisa.
A l'àtic està situat un Calvari de grans dimensions, amb la creu de Crist i les figures de la Mae de Déu i sant Joan, decorant l'espai una pintura de caràcter arquitectònic que pot representar la Jerusalem celestial. A dalt de tot està dibuixat un sol amb els seus rajos i envoltat de caps d'angelets; al centre un triangle i dins, un ull. A banda i banda del grup del Calvari estan col·locades grans figures que representen els Pares de l'Església -Ambròs, Jeroni, Agustí i Gregori-; també sants fundadors -Benet, Domènec de Guzmán i Francesc d'Assís-, predicadors i diaques; un total de deu imatges. En els intercolumnis dels carrers del segon i tercer cos s'allotgen representacions d'evangelistes, apòstols i dos sants molt venerats en aquells anys: Joan Baptista com a precursor de Crist i Sant Sebastià advocat de la pesta.

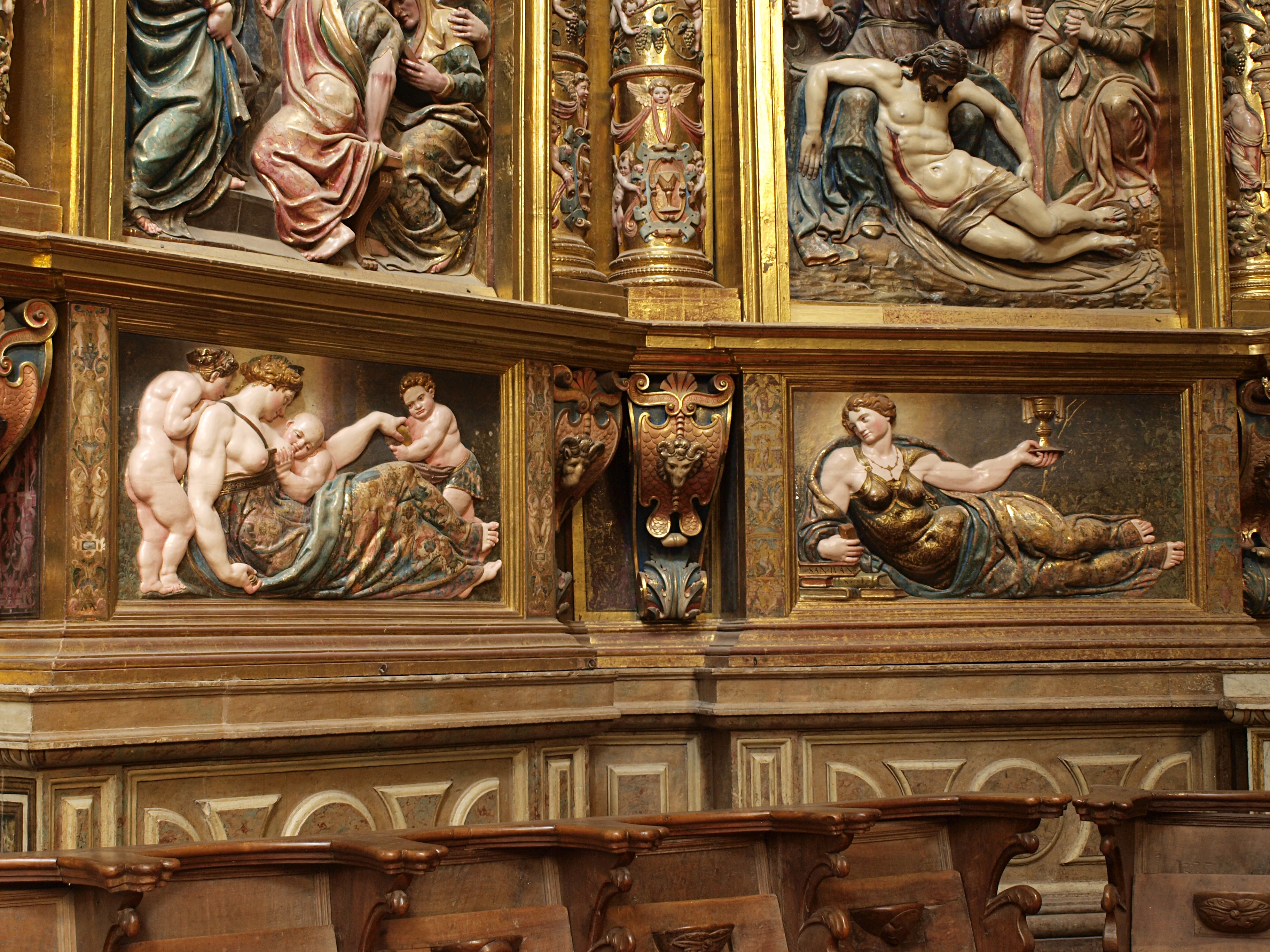
Escultura de part de la predel·la esquerra.
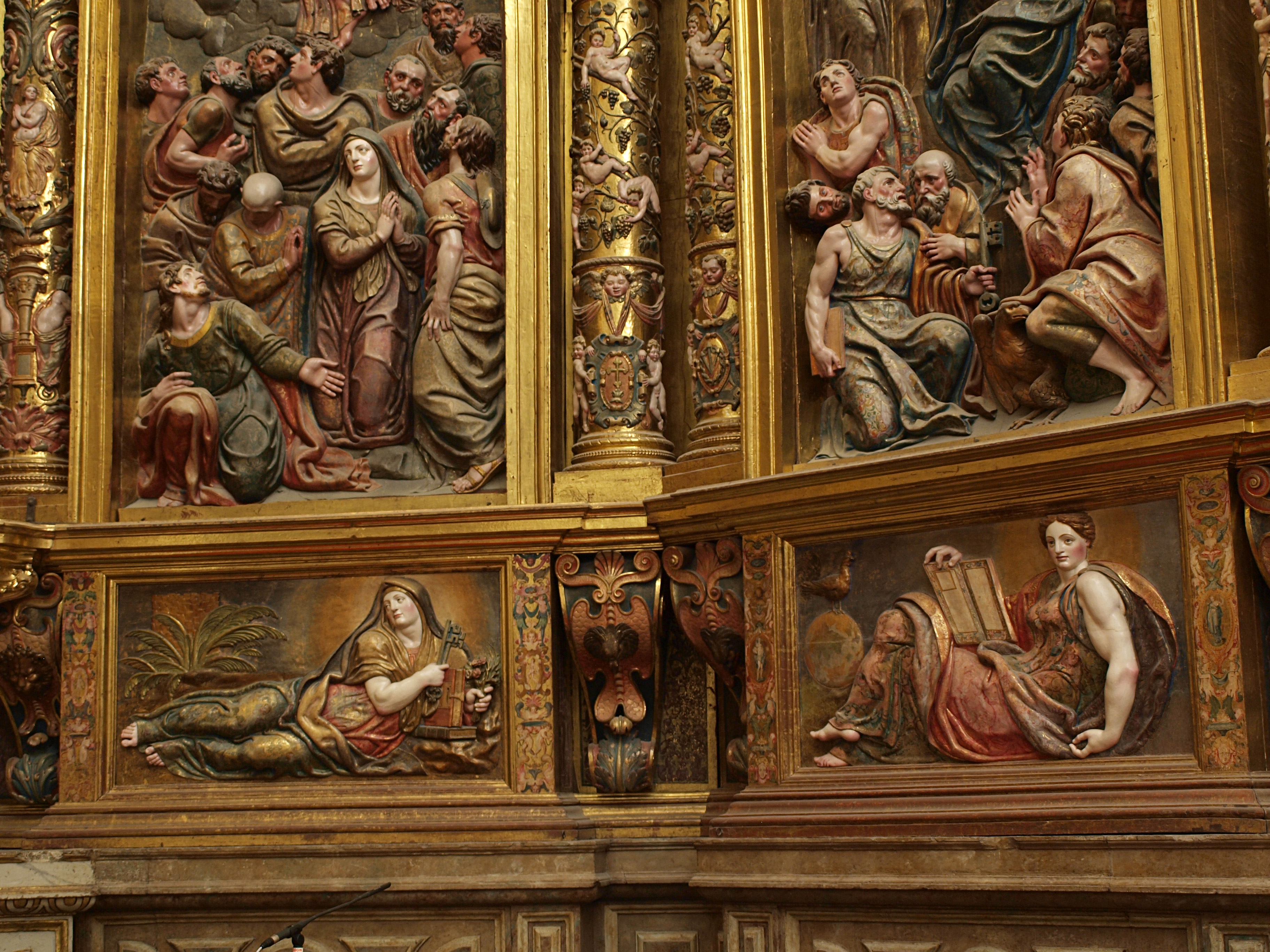
Escultura de part de la predel·la dreta.

### El sagrari

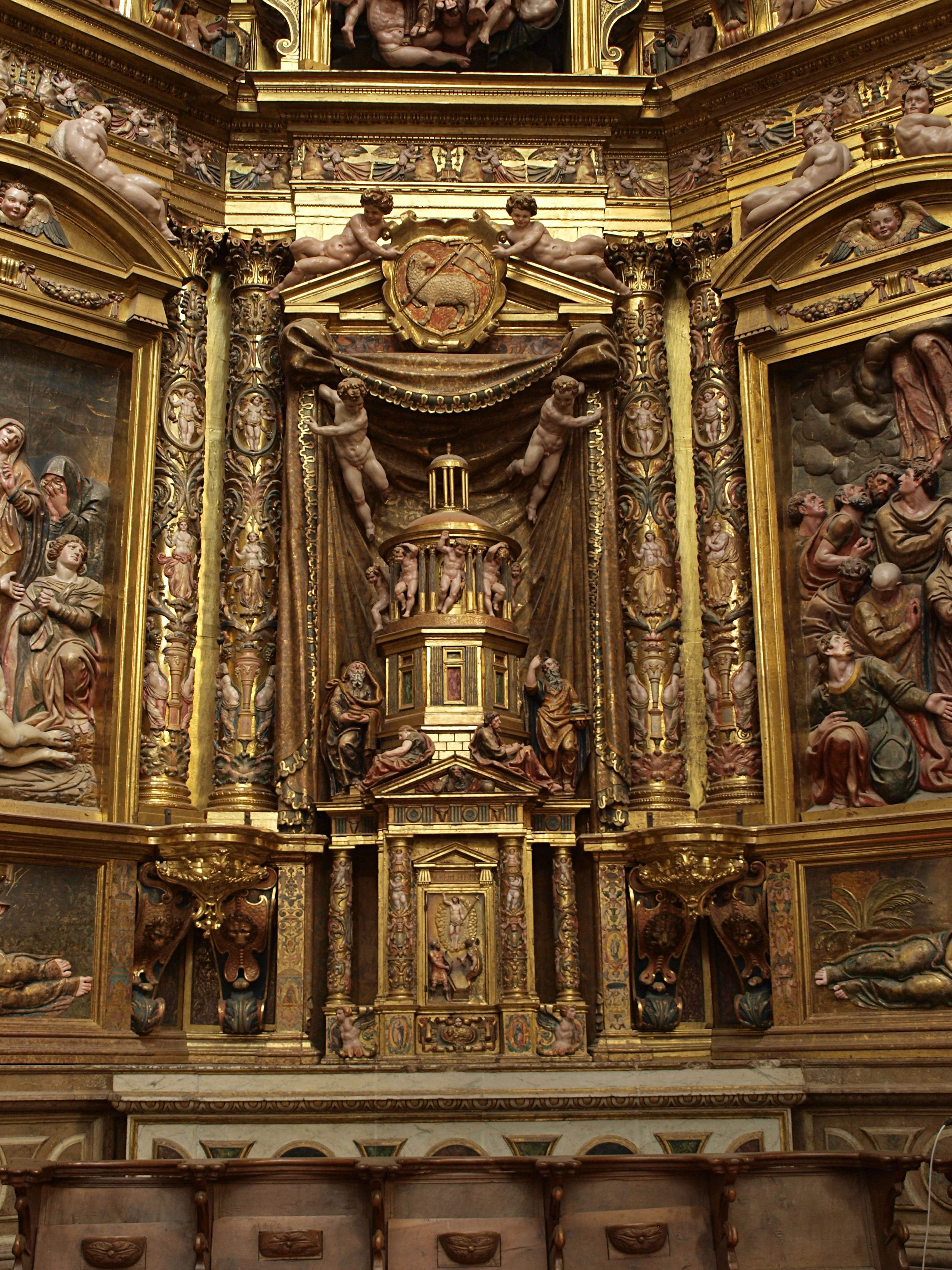
Sagrari amb la arqueta e el templet.

El sagrari va tenir gran protagonisme en els retaules, a partir del Concili de Trento. Era una peça que s'encarregava sempre a part, amb una sèrie de requeriments que no es deixaven a l'atzar.

El disseny i execució d'aquest sagrari és de Becerra i la seva policromia, daurat i estofat de Gaspar de Palència i Gaspar de Hoyos. No obstant això les figures de Melquisedec i Moisès van ser encarregades més tard pel capítol que volia engrandir més aquesta obra. la figura de Melquisedec, que porta un pa a la mà, simbolitza l'eucaristia, segons el text que diu: 
| «                                                     | "[…] i Melquisedec, rei de Salem, traient pa i vi, com era sacerdot del Déu Altíssim, beneí Abram, dient: -Bendito Abram del Déu Altíssim, l'amo de cels i terra. I beneït el Déu Altíssim, que ha posat als teus enemics a les teves mans. I li va donar Abram el delme de tot." | » |
| — Gènesi 14, 18-20, traducció Nácar-Colunga, 1978 BAC | |   |

El sagrari d'Astorga consta de dues parts: una arqueta eucarística que ocupa el centre de la predel·la i un templet de considerables proporcions sobre aquesta arqueta que ocupa el centre del primer cos. El templet està dissenyat a la manera de les custòdies processionals i coronat per un frontó triangular en el centre, on està llaurat l'escut del Capítol amb el xai místic. El protegeixen 2 angelots nus recolzats en els costats inclinats del triangle.

### Tema dels alts relleus
El capítol va triar amb precisió el discurs iconogràfic. Tots els relleus giren al voltant de la vida de la Mare de Dèu amb algunes escenes de passatges de Jesús relacionats amb la seva mare. D'esquerra a dreta i de dalt a baix es poden veure les següents escenes:
- Abraçada davant la Porta Daurada
- Naixement de la Mare de Dèu
- Desposoris amb Sant Josep
- Anunciació
- Adoració dels pastors
- Circumcisió
- Adoració dels Mags
- Presentació al temple
- Jesús entre els doctors
- Pietat
- Ascensió
- Pentecosta

Els temes són estrictament trentins, amb descripcions molt clares perquè el creient pogués interpretar a primera vista. La intenció és ensenyar la doctrina i enaltir la figura de la Mare de Dèu.

## Biografia
- Camón Aznar, José. Historia general del arte, Volumen XVIII, colección Summa Artis. La escultura y la rejería españolas del siglo XVI (en castellà).  Madrid: Editorial Espasa Calpe, 1961.
- Arias Martínez, Manuel. Encrucijadas. Astorga. Tiempo de esperanza, ficha 1, p.458. Catálogo de las Edades del Hombre (en castellà), 2000.
- Vélez Chaurri, José Javier. Becerra, Anchieta y la escultura romanista (en castellà).  Cuadernos de Arte Español. Historia 16, 1992. ISBN 84-7679-199-2.